# Zwyżyń
Zwyżyń (ukr. Звижень, Zwyżeń) – wieś na Ukrainie w rejonie złoczowskim należącym do obwodu lwowskiego.
Do 2020 w rejonie brodzkim. 